# Arame (Maranhão)
Arame, amtlich portugiesisch Município de Arame, ist eine Gemeinde im brasilianischen Bundesstaat Maranhão in der Região Nordeste. Die Bevölkerungszahl wurde zum 1. Juli 2019 auf 32.701 Einwohner geschätzt, die auf einer Gemeindefläche von rund 2976 km² leben und Aramenser (aramenses) genannt werden. Sie steht an 47. Stelle der 217 Munizips des Bundesstaates. Die Entfernung zur Hauptstadt São Luís beträgt 476 km.
Rund 10 % des Gemeindegebiets ist Teil des sich nach Westen erstreckenden Indigenenreservats Terra Indígena Araribóia.

## Geographie
Umliegende Gemeinden sind Grajaú, Santa Luzia, Buriticupu, Itaipava do Grajaú, Amarante do Maranhão und Marajá do Sena.
Das Biom ist überwiegend Amazonas-Regenwald und Cerrado.
Die Gemeinde hat tropisches Klima, Aw nach der Klimaklassifikation nach Köppen und Geiger. Die Durchschnittstemperatur ist 26,7 °C. Die durchschnittliche Niederschlagsmenge liegt bei 1252 mm im Jahr. Der Südwinter ist trockener als der Südsommer.

## Durchschnittseinkommen und HDI
Das monatliche Durchschnittseinkommen betrug 2017 den Faktor 1,8 des brasilianischen Mindestlohns (Salário mínimo) von R$ 880,00 (umgerechnet für 2019: rund 358 €). Über 57 % der Bevölkerung verdient nur die Hälfte des Mindestlohns. 2017 waren 882 Personen oder 2,7 % als im festen Arbeitsverhältnis stehend gemeldet.
Der Index der menschlichen Entwicklung (HDI) ist mit 0,512 für 2010 als niedrig eingestuft. Das Bruttosozialprodukt pro Kopf betrug 2016 rund 6929 R$.

## Persönlichkeiten
- Ivanildo Oliveira Almeida (* 1972), römisch-katholischer Geistlicher und Bischof von Cametá